# جائزة بلجيكا الكبرى 2020
جائزة بلجيكا الكبرى 2020 (بالفرنسية: Grand Prix automobile de Belgique 2020)‏ هو سباق فورمولا 1
أقيم بتاريخ 30 أغسطس 2020 في حلبة دي سبا فرانكورشومب، بلجيكا، وكان السباق 7 من أصل 17 في بطولة العالم لسباقات فورمولا 1 موسم 2020، وكان أول المنطلقين لويس هاملتون.
فاز بالمركز الأول  لويس هاملتون، وكان صاحب أسرع لفة دانيل ريكاردو بزمن قدرة 107.483 ثانية.